# Єфременков Тимур Вікторович
Тимур Вікторович Єфременков (рос. Тимур Викторович Ефременков; 23 червня 1976, Сафоново Смоленської області) — російський актор театру та кіно.

## Біографічні відомості
Тимур Єфременков народився 23 червня 1976 року в Сафоново Смоленської області. У 1999 році закінчив ВТУ імені Б. В. Щукіна, акторська майстерня В. В. Іванова. Став кандидатом в майстри спорту з боксу. Отримав приз за кращу чоловічу роль другого плану (фільм «Тиха застава») на 9-му Міжнародному фестивалі воєного кіно імени Ю. Озерова. Одружений з 2012 по 2016 роки на співачці Юлії Кірієнко.